# Station Britsum
Britsum (Bts) was een stopplaats aan de voormalige spoorlijn Leeuwarden - Anjum. Het station van Britsum was geopend van 22 april 1901 tot 1 december 1940.